# Liste der Monuments historiques in Ommeray
Die Liste der Monuments historiques in Ommeray führt die Monuments historiques in der französischen Gemeinde Ommeray auf.

## Liste der Objekte
| Bezeichnung                  | Beschreibung                                                                                   | Standort                        | Kennzeichnung | Schutzstatus | Datum | Bild |
| ---------------------------- | ---------------------------------------------------------------------------------------------- | ------------------------------- | ------------- | ------------ | ----- | ---- |
| Skulptur Heiliger Laurentius | Eichenholz, 18. Jahrhundert                                                                    | in der Kirche St-Étienne (Lage) | PM57000898    | Inscrit      | 2002  |      |
| Skulptur Heiliger Stephan    | Eichenholz, 18. Jahrhundert                                                                    | in der Kirche St-Étienne (Lage) | PM57000899    | Inscrit      | 2002  |      |
| Hauptaltar                   | Altartisch mit Altaraufbau und Tabernakel; Holz, farbig gefasst und vergoldet, 18. Jahrhundert | in der Kirche St-Étienne (Lage) | PM57000264    | Classé       | 1980  |      |
| Vier Altarleuchter           | Bronze, 1761                                                                                   | in der Kirche St-Étienne (Lage) | PM57000900    | Inscrit      | 2002  |      |